# Day Break
Day Break é uma série de TV americana, transmitida pela rede ABC no ano de 2006.
Criada por Taye Diggs, ator e cantor experiente em televisão, a série conta a história de um policial que é injustamente acusado de um crime, e que vive o mesmo dia repetidas vezes. A ideia não é totalmente inédita: o filme Groundhog Day (Feitiço do Tempo, em Portugal e no Brasil), com Bill Murray, já explora o tema. O atrativo de Day Break é que a cada dia o protagonista vai descobrindo pistas para solucionar o mistério de quem o está acusando e o porquê.
A série foi criada com apenas 13 capítulos, na intenção de segurar a audiência enquanto a série Lost estava em recesso na época dos feriados de fim de ano. Devido à baixa audiência, a emissora acabou optando por retirar a série do ar após o sexto episódio. Os fãs usaram a Internet como veículo de protesto, e após algumas semanas, a ABC passou a transmitir o resto da série pelo seu site, apenas para o território americano. 
Espera-se o lançamento de um DVD com toda a série em 2007.